# カーネギー自然史博物館
カーネギー自然史博物館（カーネギーしぜんしはくぶつかん、英: Carnegie Museum of Natural History、略称: CMNH）は、アメリカ合衆国ペンシルベニア州ピッツバーグ近郊オークランドにある自然史博物館。ピッツバーグを本拠地としたアメリカの実業家アンドリュー・カーネギーによって1896年に創設された。その研究活動は国際的に高い評価を維持しており、アメリカの五大自然史博物館にも数えられている。カーネギー博物館を構成する4つの博物館のうちの一つ。

## 概要
博物館の面積は10,700平方メートルで、研究スペース、図書スペース、事務スペースなど20のギャラリーで組織されている。およそ2,100万点の標本を所有しており、そのうち約10,000点が常設展示されていて、さらにおよそ100万点の標本はオンライン・データベースでカタログ化されている。2008年の一年間には386,300人の入場者と63,000人の学校団体客があった。
カーネギー自然史博物館が最初に歴史に名を刻んだのは1899年のことで、博物館所属の研究者がディプロドクス・カルネギイイの化石を発掘した。今日に至って、博物館の恐竜化石コレクションはジュラ紀の恐竜化石コレクションとしては世界最大、館内に展示されている化石標本数ではアメリカ合衆国で3番目に大きな規模を誇るまでになった（米国最大はスミソニアン博物館群の国立自然史博物館、2番目はアメリカ自然史博物館）。著名な標本としてはサムソン（ティラノサウルス）の完全全身骨格、そしてまだ名も付いていない新種のオヴィラプトルの仲間とみられる化石がある。また最近になってフルイタフォソール・ウインドシェフェリという新系統の哺乳類とみられる生物の化石を発見した。
他に、ヒルマンホール〈鉱物と宝石〉、アルコア財団ホール〈アメリカ・インディアン〉、 極地の世界：ワイコフホール〈北極の生命〉、ウォルトンホール〈古代エジプト〉、ベネダムホール〈地質学とパウダーミル自然保護区〉の展示もされている。これらは自然個体群の長期的研究のためのフィールド基地として博物館を提供するために1956年に設立された。
博物館の研究スタッフは次のような部門に編成される：人類学、鳥類学、植物学、保全生態学、爬虫両棲類学、古無脊椎動物学、無脊椎動物学、哺乳類学、鉱物学、軟体動物学、古植物学、パウダーミル自然保護区、古脊椎動物学
学術雑誌や学術書の発行もおこなっている。具体的には、ピアレビュー制の個体生物学・地球科学・人類学の論文集であるカーネギー博物館紀要 Annals of Carnegie Museum、モノグラフまたは寄稿論文集である Bulletin of Carnegie Museum of Natural History、研究分野の特別なトピックについての Special Publications of Carnegie Museumがある。